# Michael Westmacott
Michael Horatio Westmacott (12 de abril de 1925 - 20 de junio de 2012) fue un importante alpinista británico. Westmacott fue miembro de la Expedición británica al Everest de 1953 liderada por John Hunt.
Durante la Segunda Guerra Mundial, Westmacott sirvió como oficial en el Cuerpo de Ingeniero de la British Indian Army en Burma. Escaló en montañas de Gran Bretaña y los Alpes antes de embarcarse en la expedición del Everest. Posteriormente, abrió rutas en Perú, el Hindú Kush y Alaska. Fue presidente del Club Alpino y del Climbers Club y trabajó por Shell International.